# Koszary w Brodach

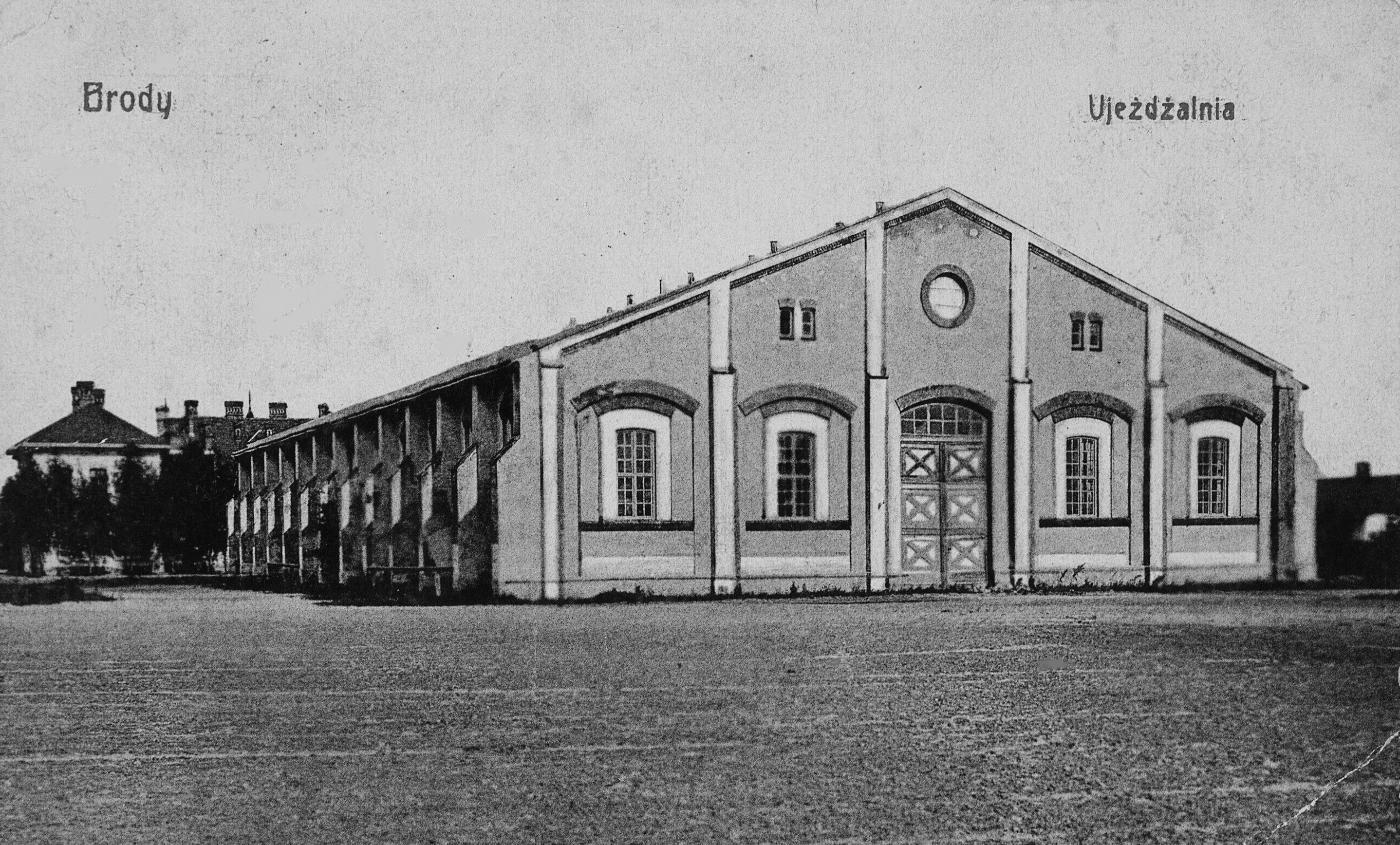
Kryta ujeżdżalnia w Brodach

Koszary w Brodach – kompleksy koszarowe znajdujące się na terenie garnizonu Brody.

## Charakterystyka
Na terenie garnizonu brodzkiego w okresie II Rzeczypospolitej funkcjonowały dwa kompleksy koszarowe. Jednym z nich były Koszary „Na Jurydyce”. Do 1914 kwaterował w nich austriacki 9 pułk dragonów. Po odzyskaniu przez Polskę niepodległości koszary znalazły się w jurysdykcji Wojska Polskiego. 17 września 1924 przybył do nich 22 pułk Ułanów Podkarpackich. Początkowo ulokowało się w nich jedynie dowództwo pułku, a w miarę kończenia remontów dołączały poszczególne pododdziały. Wiosną 1925 kwaterowały w nich szwadrony: 2., 3., 4. i jeden pluton szwadronu ckm. Na terenie koszar uruchamiano też co roku szkołę podoficerską ciężkich karabinów maszynowych. 22 listopada 1926 pododdziały liniowe 22 pułku ułanów (bez szwadronu zapasowego w Złoczowie) stacjonowały w Koszarach „Na Jurydyce".

Z końcem lat 30. XX w. wzniesiono w Brodach koszary artyleryjskie przeznaczone dla 13 dywizjonu artylerii konnej. Obecnie (2020) nazywane są Koszarami Czerwonymi.
W drugiej dekadzie września 1939 do Koszar „Na Jurydyce” przybył Ośrodek Zapasowy Kawalerii „Dębica”. Z powodu bombardowania koszar przez niemieckie lotnictwo opuścił jednak Brody i pomaszerował w kierunku granicy rumuńskiej. 
Koszary Białe w Brodach przy ul. Iwana Bohuna 5 zachowały się niemal w całości (2020). Po II wojnie światowej zajęły je sowieckie jednostki łączności. W okresie niepodległej Ukrainy  stacjonowało w nich (2020) Regionalne Centrum Wywiadu Radioelektronicznego „Zachód”. Od północnego zachodu do koszar przylega cmentarz z dużą kwaterą wojenną, na której pochowani są żołnierze polscy polegli w bitwie pod Brodami w 1920.